# Storhertigdömet Baden
Storhertigdömet Baden (tyska: Großherzogtum Baden) var en historisk stat vid Rhens högra strand i nuvarande sydvästra Tyskland. Det existerade mellan 1806 och 1918. Numera är dess område en del av det tyska förbundslandet Baden-Württemberg.

## Historia
Baden fanns redan på 1100-talet och då som Markgrevskapet Baden. Sedan splittrades det i flera olika linjer, vilka förenades 1771.
1803 fick Baden kurfurstvärdighet inom det Tysk-romerska riket.
Baden blev Storhertigdömet Baden 1806, när det Tysk-romerska riket upplöstes. Det blev då även mycket större. 1806-1813 var det med i Rhenförbundet och 1815 blev det en av medlemsstaterna i Tyska förbundet.
Under revolutionerna i de tyska staterna under 1848 var Baden centrum för de revolutionära aktiviteterna. 1849 var det den enda tyska staten som för en kort tid blev republik. Till slut undertrycktes revolutionen i Baden av främst preussiska trupper.
Storhertigdömet Baden förblev ett suveränt land tills det gick med i det Tyska riket 1871.
Efter revolutionen 1918 blev Baden en del av Weimarrepubliken och då under namnet Republiken Baden.

## Författning och styre
Storhertigdömet Baden var arvmonarki där den exekutiva makten fanns hos storhertigen medan de legislativa befogenheterna delades mellan honom och en representerande församling (lantdag) som bestod av två kamrar. Karlsruhe var residensstad och huvudstad. 
Den övre kammaren inkluderade alla myndiga prinsar från den regerande familjen, överhuvudena för de mediatiserade familjerna, ärkebiskopen av Freiburg, ordföranden i den protestantisk-evangeliska kyrkan, en representant från vart och ett av universiteten och den tekniska högskolan, åtta medlemmar som valdes på fyra år av adeln, tre representanter som valdes av handelskammaren, två som valdes av jordbruksmyndigheten, en som valdes av hantverkarna, två borgmästare och åtta medlemmar (två av dem var juridiska tjänstemän) som utnämndes av storhertigen.
Den undre kammaren bestod av 73 av folkets representanter, av vilka 24 valdes av borgerskapet i vissa samhällen och 49 av samhällen på landsbygden. Varje medborgare som var 25 år eller äldre och som inte hade dömts eller var för fattig, hade rösträtt. Valen var dock indirekta. Medborgarna valde Wahlmänner (elektorer) som sedan valde ut representanterna. De båda kamrarna möttes åtminstone vartannat år. I den undre kammaren valdes man på fyra år och hälften av medlemmarna byttes ut med två års mellanrum. Den verkställande myndigheten bestod av fyra departement: inrikesdepartementet, utrikes- och storhertigdepartementet, finans- och justitiedepartementet samt ecklesiastisk- och utbildningsdepartementet.
Statsinkomsternas främsta källor var direkta och indirekta skatter, järnvägarna och mark.
Domstolar fanns i Karlsruhe, Freiburg im Breisgau, Offenburg, Heidelberg, Mosbach, Waldshut, Konstanz och Mannheim medan överklaganden skedde efter det tyska rikets grundande 1871 vid Riksdomstolen (Högsta domstolen) i Leipzig.

## Storhertigar av Baden

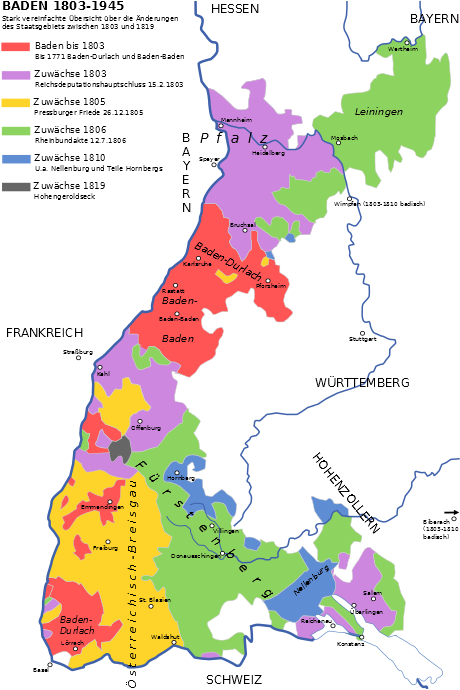
Baden 1803–1819

| Nr | Porträtt | Namn                     | Regeringstid      | Regeringstid      | Gemål                                                                             | Anmärkning                                                  | Not         |
| Nr | Porträtt | Namn                     | Från              | Till              | Gemål                                                                             | Anmärkning                                                  | Not         |
| -- | -------- | ------------------------ | ----------------- | ----------------- | --------------------------------------------------------------------------------- | ----------------------------------------------------------- | ----------- |
| 1  |          | Karl Fredrik (1728–1811) | 25 juli 1806      | 10 juni 1811      | Caroline Luise av Hessen-Darmstadt (död 1782) Luise von Geyersberg (morganatiskt) | Regerande markgreve 1746–1803 Kurfurste av Baden 1803–1806  | [ 1 ]       |
| 2  |          | Karl (1786–1818)         | 10 juni 1811      | 8 december 1818   | Stéphanie de Beauharnais                                                          |                                                             |             |
| 3  |          | Ludvig I (1763–1830)     | 8 december 1818   | 30 mars 1830      | Katarina Karolina Werner (morganatiskt)                                           |                                                             | [ 2 ]       |
| 4  |          | Leopold (1790–1852)      | 30 mars 1830      | 24 april 1852     | Sofia Wilhelmina av Sverige                                                       |                                                             |             |
| 5  |          | Ludvig II (1824–1858)    | 24 april 1852     | 22 januari 1858   | ogift                                                                             | Sinnessjuk                                                  |             |
| 6  |          | Fredrik I (1826–1907)    | 22 januari 1858   | 28 september 1907 | Louise av Preussen                                                                | Riksföreståndare från 1852 Antog titeln som storhertig 1856 | [ 3 ] [ 4 ] |
| 7  |          | Fredrik II (1857–1928)   | 28 september 1907 | 22 november 1918  | Hilda av Nassau                                                                   | Abdikerade 1918                                             | [ 5 ] [ 6 ] |

## Statsministrar 1809–1918
- 1809–1810: Sigismund von Reitzenstein
- 1810–1810: Conrad Karl Friedrich von Andlau-Birseck
- 1810–1812: Christian Heinrich Gayling von Altheim
- 1812–1817: Karl Christian von Berckheim
- 1817–1818: Sigismund von Reitzenstein
- 1818–1831: Wilhelm Ludwig Leopold Reinhard von Berstett
- 1832–1833: Sigismund von Reitzenstein
- 1833–1838: Ludwig Georg von Winter
- 1838–1839: Karl Friedrich Nebenius
- 1839–1843: Friedrich von Blittersdorf
- 1843–1845: Christian Friedrich von Boeckh
- 1845–1846: Karl Friedrich Nebenius
- 1846–1848: Johann Baptist Bekk
- 1848–1849: Karl Georg Hoffmann
- 1849–1856: Friedrich Adolf Klüber
- 1856–1860: Franz von Stengel
- 1861–1866: Anton von Stabel
- 1866–1868: Karl Mathy
- 1868–1876: Julius August Isaak Jolly
- 1876–1893: Ludwig Karl Friedrich Turban
- 1893–1901: Franz Wilhelm Nokk
- 1901–1905: Carl Ludwig Wilhelm Arthur von Brauer
- 1905–1917: Alexander von Dusch
- 1917–1918: Heinrich von Bodman